# Sportcentrum Dommelhof
Le Sportcentrum Dommelhof est un hall omnisports situé à Neerpelt, dans le Limbourg belge, où évolue le Sporting Neerpelt-Lommel club de première division national.

## Histoire
Le site du Provinciaal Domein Dommelhof fut construit en 1962, le site n'était que culturel jusqu'en 1978 où il fut élargie pour inclure un site sportif.

## Caractéristique
Le Sportcentrum Dommelhof possède une capacité de 1 600 places.

## Événements
La rencontre Belgique-Estonie en match de Pré qualification pour l'Euro 2016.

## Liste des équipes sportives
- Handball : Sporting Neerpelt-Lommel